# Lijst van nummer 1-hits in de Graadmeter in 2023
Deze lijst bevat de nummer 1-hits in de Graadmeter van Pinguin Radio in 2023. De posities in de Graadmeter zijn negatief; het gaat hier dus eigenlijk om de nummer -1-hits.
| Datum        | Artiest                            | Titel                              |
| ------------ | ---------------------------------- | ---------------------------------- |
| 1 januari    | All Them Witches                   | Tour Death Song                    |
| 8 januari    | DIRK.                              | Idiot Paradise                     |
| 15 januari   | The Beths                          | Expert In A Dying Field            |
| 22 januari   | Gaz Coombes                        | Long Live The Strange              |
| 29 januari   | Zaho de Sagazan                    | La déraison                        |
| 5 februari   | Ghost Woman                        | The End Of A Gun                   |
| 12 februari  | The Mysterines                     | All These Things                   |
| 19 februari  | Leftfield                          | Full Way Round feat. Grian Chatten |
| 26 februari  | King Buffalo                       | Mammoth                            |
| 5 maart      | King Buffalo                       | Mammoth                            |
| 12 maart     | King Buffalo                       | Mammoth                            |
| 19 maart     | The Veils                          | No Limit Of Stars                  |
| 26 maart     | M83                                | Oceans Niagara                     |
| 2 april      | DIRK.                              | Alarms                             |
| 9 april      | DIRK.                              | Alarms                             |
| 16 april     | Ratboys                            | Black Earth, WI                    |
| 23 april     | Ratboys                            | Black Earth, WI                    |
| 30 april     | Fontaines D.C.                     | Cello Song                         |
| 7 mei        | Beck                               | Thinking About You                 |
| 14 mei       | CIVIC                              | Blood Rushes                       |
| 21 mei       | Fiep                               | Lucid Dream                        |
| 28 mei       | Fiep                               | Lucid Dream                        |
| 4 juni       | PJ Harvey                          | A Child's Question, August         |
| 11 juni      | bar italia                         | Changer                            |
| 18 juni      | Greta Van Fleet                    | Meeting The Master                 |
| 25 juni      | Queens of the Stone Age            | Emotion Sickness                   |
| 2 juli       | Tramhaus                           | Minus Twenty                       |
| 9 juli       | Tramhaus                           | Minus Twenty                       |
| 16 juli      | Tramhaus                           | Minus Twenty                       |
| 23 juli      | Blur                               | The Narcissist                     |
| 30 juli      | bdrmm                              | Be Careful                         |
| 6 augustus   | Marathon                           | Tired                              |
| 13 augustus  | Marathon                           | Tired                              |
| 20 augustus  | Grian Chatten                      | Fairlies                           |
| 27 augustus  | Grian Chatten                      | Fairlies                           |
| 3 september  | Slowdive                           | kisses                             |
| 10 september | Slowdive                           | kisses                             |
| 17 september | Woods                              | Another Side                       |
| 24 september | Woods                              | Another Side                       |
| 1 oktober    | Woods                              | Another Side                       |
| 8 oktober    | Peter McPoland                     | Dog                                |
| 15 oktober   | Peter McPoland                     | Dog                                |
| 22 oktober   | The Black Angels & The Raveonettes | My Tornado                         |
| 29 oktober   | Ty Segall                          | Void                               |
| 5 november   | Ghost Woman                        | Alright Alright                    |
| 12 november  | The Paper Kites                    | June's Stolen Car                  |
| 19 november  | Slowdive                           | alife                              |
| 26 november  | Sprints                            | Up and Comer                       |
| 3 december   | quannnic                           | How to Hold a Knife                |
| 10 december  | JOHAN                              | Cincinnati                         |
| 17 december  | JOHAN                              | Cincinnati                         |
| 24 december  | STONE                              | I Gotta Feeling                    |
| 31 december  | Egyptian Blue                      | A Living Commodity                 |